# Novel·la epistolar

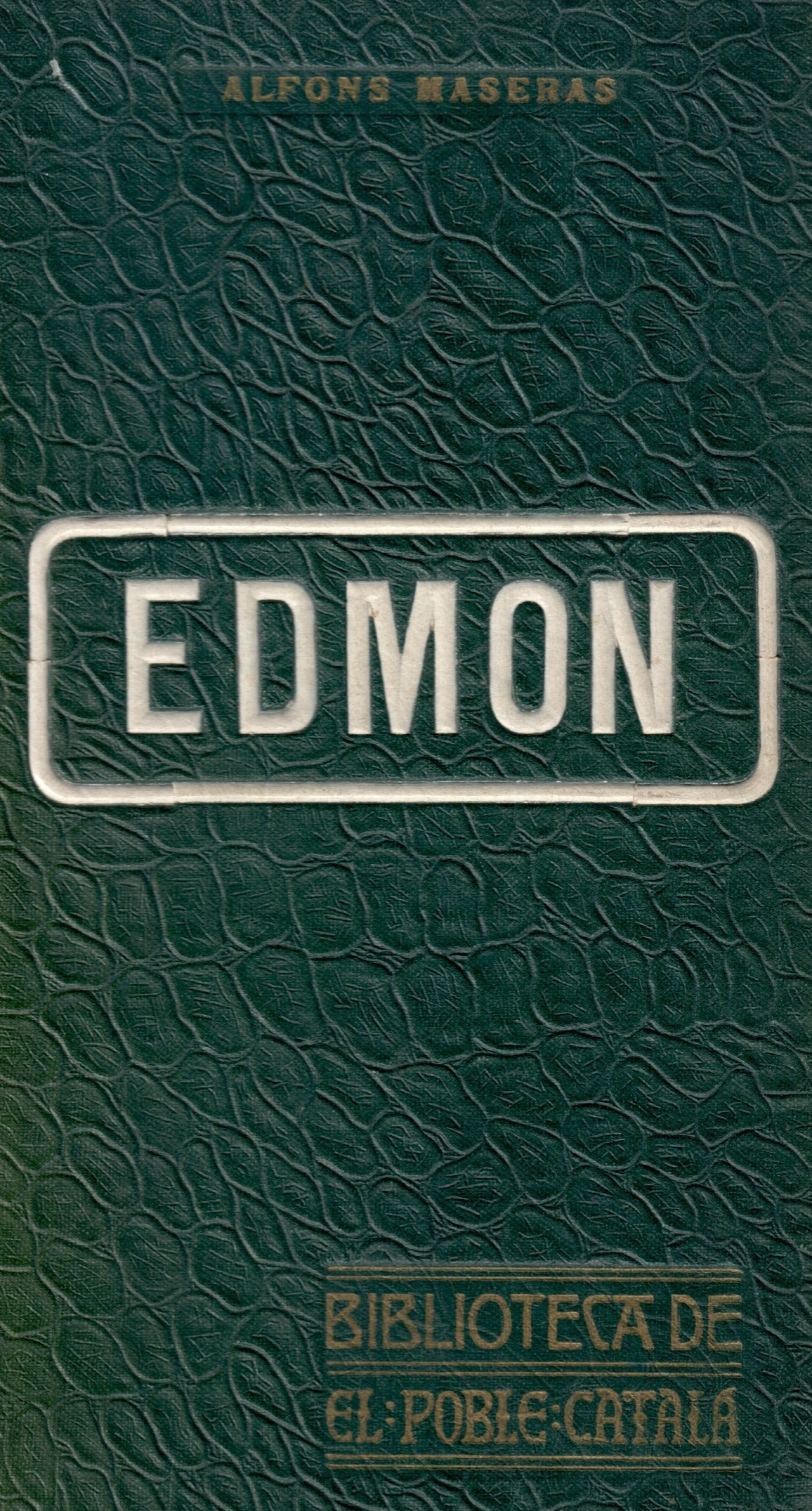
Edmon, d'Alfons Maseras és una novel·la epistolar destacable de principis del segle XX. Publicada a Barcelona l'any 1908

La novel·la epistolar inclou la novel·la escrita com un intercanvi de cartes (reals o no), el recull d'anotacions o la formada a partir del correu electrònic i la participació en un bloc. Predomina el gènere amorós, on les missives serveixen per narrar trobades sentimentals i emocions que experimenten els protagonistes. Les lletres poden estar escrites per una sola persona o bé establir-se com correspondència creuada, amb la riquesa que llavors suposa tenir els dos punts de vista. Un altre gènere recurrent és la confessió o explicació a una persona aliena d'uns fets increïbles que van passar al redactor principal en el passat.

## Novel·les epistolars cèlebres
- Edmon, d'Alfons Maseras.
- Lettres portugaises, de Claude Barbin.
- Pamela i Clarissa, de Samuel Richardson, segle xviii.
- Cartes perses, de Montesquieu.
- Julie ou la Nouvelle Héloïse, de Jean-Jacques Rousseau.
- Les relacions perilloses, de Pierre Choderlos de Laclos.
- Els sofriments del jove Werther, de Goethe.
- Ultime lettere di Jacopo Ortis, d'Ugo Foscolo.
- Frankenstein o el Prometeu modern, de Mary Shelley.
- Dràcula, de Bram Stoker.
- The Color Purple, d'Alice Walker.
- La caixa negra, d'Amos Oz.